# 皮柳阿納區
6°46′33″S 76°17′39″W / 6.7758°S 76.2941°W
皮柳阿納區（西班牙語：Distrito de Pilluana），是秘魯的一個區，位於該國中北部聖馬丁大區的皮科塔省，始建於1944年1月31日，面積239.3平方公里，海拔高度200米，2005年人口1,001，人口密度每平方公里4.2人。